# Acrobasis obliqua
Acrobasis obliqua là một loài bướm đêm thuộc họ Pyralidae. Nó được tìm thấy ở Nam Âu.